# Красненьківська сільська рада (Іллінецький район)
| Красненьківська сільська рада — колишній орган місцевого самоврядування у Іллінецькому районі Вінницької області з адміністративним центром у с. Красненьке. Сільській раді були підпорядковані населені пункти: - с. Красненьке - с. Лиса Гора |

## Склад ради
Рада складалася з 16 депутатів та голови.

## Керівний склад сільської ради
| ПІБ                        | Основні відомості                                                               | Дата обрання | Дата звільнення |
| -------------------------- | ------------------------------------------------------------------------------- | ------------ | --------------- |
| Мусієнко Микола Степанович | Сільський голова, 1955 року народження, освіта, безпартійний                    | 26.03.2006   | 31.10.2010      |
| Шеревера Леонід Іванович   | Сільський голова, 1967 року народження, освіта середня спеціальна, безпартійний | 31.10.2010   |                 |

Примітка: таблиця складена за даними джерела